# Hans Riedel (Fußballspieler)
Hans Riedel (* 10. März 1929) ist ein ehemaliger deutscher Fußballspieler. Für die BSG Chemie Leipzig und den SC Lokomotive Leipzig spielte er von 1953 bis 1955 in der DDR-Oberliga, der höchsten Liga im DDR-Fußball.

## Sportliche Laufbahn
In der Saison 1951/52 begann Hans Riedel seine Laufbahn im DDR-weiten Fußball. Als Neuling im Kader des zweitklassigen DDR-Ligisten BSG Chemie Zeitz eroberte sich der 22-Jährige sofort einen Stammplatz in der Liga-Mannschaft, indem er von den 22 ausgetragenen Punktspielen 20 Begegnungen absolvierte. Er wurde in der Regel als Abwehrspieler eingesetzt, konnte aber am 19. Spieltag in der Begegnung BSG Chemie – Lok Cottbus beim 2:2 sein erstes DDR-Liga-Tor erzielen. In der Spielzeit 1952/53 hatte Riedel auf der rechten Abwehrseite auch seine Stammposition gefunden. Nachdem er zwölf Ligaspiele absolviert und ein weiteres Tor geschossen hatte, wechselte er nach dem ersten Spiel der Rückrunde zum Oberligisten Chemie Leipzig. 
Dort kam Riedel sofort in der Oberligamannschaft zum Einsatz. Von den 17 verbliebenen Punktspielen bestritt er 16 Partien, zunächst als Mittelfeldspieler, danach in der Innenverteidigung. Dort hatte er auch 1953/54 seinen Platz, nachdem er verletzungsbedingt die ersten fünf Oberligaspiele nicht bestreiten konnte. Zu Beginn der Spielzeit 1954/55 wurde die BSG Chemie in den neu gegründeten SC Lokomotive Leipzig überführt. Auch in dieser Spielzeit und in der Übergangsrunde 1955 war er durch Ausfälle gehandicapt, sodass er von den 39 möglichen Spielen nur elf Begegnungen absolvieren konnte. 
Als der DDR-Fußball 1956 nach sowjetischem Vorbild auf den Kalenderjahr-Spielrhythmus umgestellt worden war, gehörte Hans Riedel nicht mehr zum Kader des SC Lokomotive. Bereits im Alter von 27 Jahren hatte er sich vom höherklassigen Fußball verabschiedet. 